# Бреј (Мен и Лоара)
Бреј (фр. Breil) насеље је и општина у западној Француској у региону Лоара, у департману Мен и Лоара која припада префектури Сомир.
По подацима из 2011. године у општини је живело 280 становника, а густина насељености је износила 18,56 становника/km². Општина се простире на површини од 15,09 km². Налази се на средњој надморској висини од 81 метар (максималној 119 m, а минималној 60 m).

## Демографија
| 1962. | 1968. | 1975. | 1982. | 1990. | 1999. | 2011. |
| ----- | ----- | ----- | ----- | ----- | ----- | ----- |
| 394   | 459   | 414   | 308   | 289   | 309   | 280   |

График промене броја становника у току последњих година